# LATAM (Ecuador)
LATAM Ecuador es una aerolínea ecuatoriana cuya sede se encuentra en la ciudad de Quito, Ecuador. Fue creada por la entonces LAN Airlines y opera servicios internacionales desde Ecuador hacia Argentina, Colombia, Chile, Estados Unidos y Perú. 
Sus bases principales están en el Aeropuerto Internacional José Joaquín de Olmedo, en Guayaquil, y en el Aeropuerto Internacional Mariscal Sucre, en Quito.

## Historia
LATAM Ecuador se fundó como LAN Ecuador en julio de 2002 y comenzó sus primeras operaciones el 28 de abril de 2003. Unos años antes de la puesta en funcionamiento de la aerolínea, la empresa matriz, LAN, estudió su entrada al mercado aéreo ecuatoriano, luego de haber insertado exitosamente su marca en el mercado peruano a través de LAN Perú. En el 2007 la aerolínea pasa a ser miembro de la alianza Oneworld como filial de LAN Airlines, en la que permaneció hasta 2019.
El 13 de agosto de 2010, LAN Airlines anunció ante la SVS sus intenciones de fusionarse con la aerolínea brasileña TAM Líneas Aéreas, creando LATAM Airlines Group, uno de los consorcios aerocomerciales más grandes de Latinoamérica y uno de los mayores a nivel mundial. Posteriormente el 5 de mayo del año 2016 (tras casi 6 años del inicio de la fusión con TAM Líneas Aéreas) empezó a operar oficial y definitivamente como LATAM Airlines lo que significó el cambio de imagen corporativa y marca, que se estima que costó USD 60 millones. En la actualidad LATAM Ecuador es administrada por el fondo de inversión Translloyd (Ecuador) (55%) y LATAM Airlines (Chile y Brasil) (45%).

## Destinos
La autorización otorgada por las autoridades nacionales a inicios del año 2009, le permitieron a LAN Ecuador operar en el mercado local, lo cual iniciaron el 6 de abril de 2009 en la ruta Guayaquil - Quito - Guayaquil, operando 7 vuelos entre semana y 4 los fines de semana. 
Diez años después, la aerolínea opera poco más de 80 vuelos semanales entre Guayaquil y Quito siendo el principal operador entre ambas ciudades, además del inicio de operaciones en Cuenca y destinos en el Archipiélago de Galápagos.
Desde finales del 2019 e inicios del 2020 se han añadido destinos desde Quito a las ciudades de Manta y Coca, algunos de ellos con fecha e inauguración aplazada como consecuencia de la pandemia de COVID-19, pero que actualmente se encuentran operando.
En 2023 transportó al 45,98% de los pasajeros de vuelos regulares del mercado interno ecuatoriano (frente al 60,33% de 2021 y 45,46% de 2022).
| Destinos                 | Aeropuertos                                     | Frecuencias semanales                 | Desde                         |
| ------------------------ | ----------------------------------------------- | ------------------------------------- | ----------------------------- |
| Baltra, Galápagos        | Aeropuerto Seymour-Baltra                       | 20 (vía GYE) y 2 (desde CUE, vía UIO) | UIO (vía GYE) y CUE (vía UIO) |
| Cuenca, Azuay            | Aeropuerto Internacional Mariscal La Mar        | 30 (UIO) y 5 (GYE)                    | UIO y GYE                     |
| El Coca, Orellana        | Aeropuerto Francisco de Orellana                | 7                                     | UIO                           |
| Guayaquil, Guayas        | Aeropuerto Internacional José Joaquín de Olmedo | 72 desde UIO                          | HUB                           |
| Manta, Manabí            | Aeropuerto Internacional Eloy Alfaro            | 10                                    | UIO                           |
| Quito, Pichincha         | Aeropuerto Internacional Mariscal Sucre         | 72 desde GYE                          | HUB                           |
| San Cristóbal, Galápagos | Aeropuerto de San Cristóbal                     | 8                                     | UIO (vía GYE)                 |

| Países         | Destinos          | Aeropuertos                                    | Frecuencias semanales                | Desde         |
| -------------- | ----------------- | ---------------------------------------------- | ------------------------------------ | ------------- |
| Argentina      | Buenos Aires      | Aeropuerto Internacional Ministro Pistarini    | 7                                    | GYE (vía LIM) |
| Colombia       | Bogotá            | Aeropuerto Internacional El Dorado             | 14 (UIO)                             | UIO           |
| Chile          | Santiago de Chile | Aeropuerto Internacional Arturo Merino Benítez | 7                                    | GYE           |
| Estados Unidos | Miami             | Aeropuerto Internacional de Miami              | 7                                    | UIO           |
| Estados Unidos | Nueva York        | Aeropuerto Internacional John F. Kennedy       | 7 (inicia el 1 de diciembre de 2025) | GYE           |
| Perú           | Lima              | Aeropuerto Internacional Jorge Chávez          | 14 (UIO) y 10 (GYE)                  | UIO y GYE     |

### Antiguos destinos
| Países   | Destinos       | Aeropuertos                             | Fecha de cese           | Notas           |
| -------- | -------------- | --------------------------------------- | ----------------------- | --------------- |
| Ecuador  | Catamayo, Loja | Aeropuerto Ciudad de Catamayo           | 27 de marzo de 2023     | Operó desde UIO |
| Colombia | Bogotá         | Aeropuerto Internacional El Dorado      | 31 de enero de 2024     | Operó desde GYE |
| España   | Madrid         | Aeropuerto Adolfo Suárez Madrid-Barajas | 12 de diciembre de 2019 | Operó desde GYE |

## Flota
En sus inicios de operaciones domésticas e internacionales de corto y mediano rango se incorporaron cinco Airbus A320-200, mientras que para reforzar los vuelos internacionales, se transfirieron desde Chile cuatro Boeing 767-300ER que recibiendo matrículas ecuatorianas, como requisito del gobierno local para poder operar y comercializar asientos desde un aeropuerto ecuatoriano.

### Flota actual
En la actualidad, LATAM Ecuador sólo opera aviones Airbus A319:
| Aeronaves       | En servicio | Pedidos | Pasajeros (clase única)                          | Matrículas                                       | Antigüedad                                       |
| --------------- | ----------- | ------- | ------------------------------------------------ | ------------------------------------------------ | ------------------------------------------------ |
| Airbus A319-100 | 7           | —       | 144                                              | HC-CPR                                           | 16,8 años                                        |
| Airbus A319-100 | 7           | —       | 144                                              | HC-CPJ                                           | 16,8 años                                        |
| Airbus A319-100 | 7           | —       | 144                                              | CC-CYI                                           | 16,5 años                                        |
| Airbus A319-100 | 7           | —       | 144                                              | CC-CYJ                                           | 16,5 años                                        |
| Airbus A319-100 | 7           | —       | 144                                              | CC-CYL                                           | 16,4 años                                        |
| Airbus A319-100 | 7           | —       | 144                                              | HC-CPZ                                           | 14,4 años                                        |
| Airbus A319-100 | 7           | —       | 144                                              | HC-CPY                                           | 14,4 años                                        |
| Airbus A320neo  | —           | 1       | 180                                              |                                                  |                                                  |
| Total           | 7           | 1       | Edad media de la flota (julio de 2025): 16 años. | Edad media de la flota (julio de 2025): 16 años. | Edad media de la flota (julio de 2025): 16 años. |

### Flota histórica

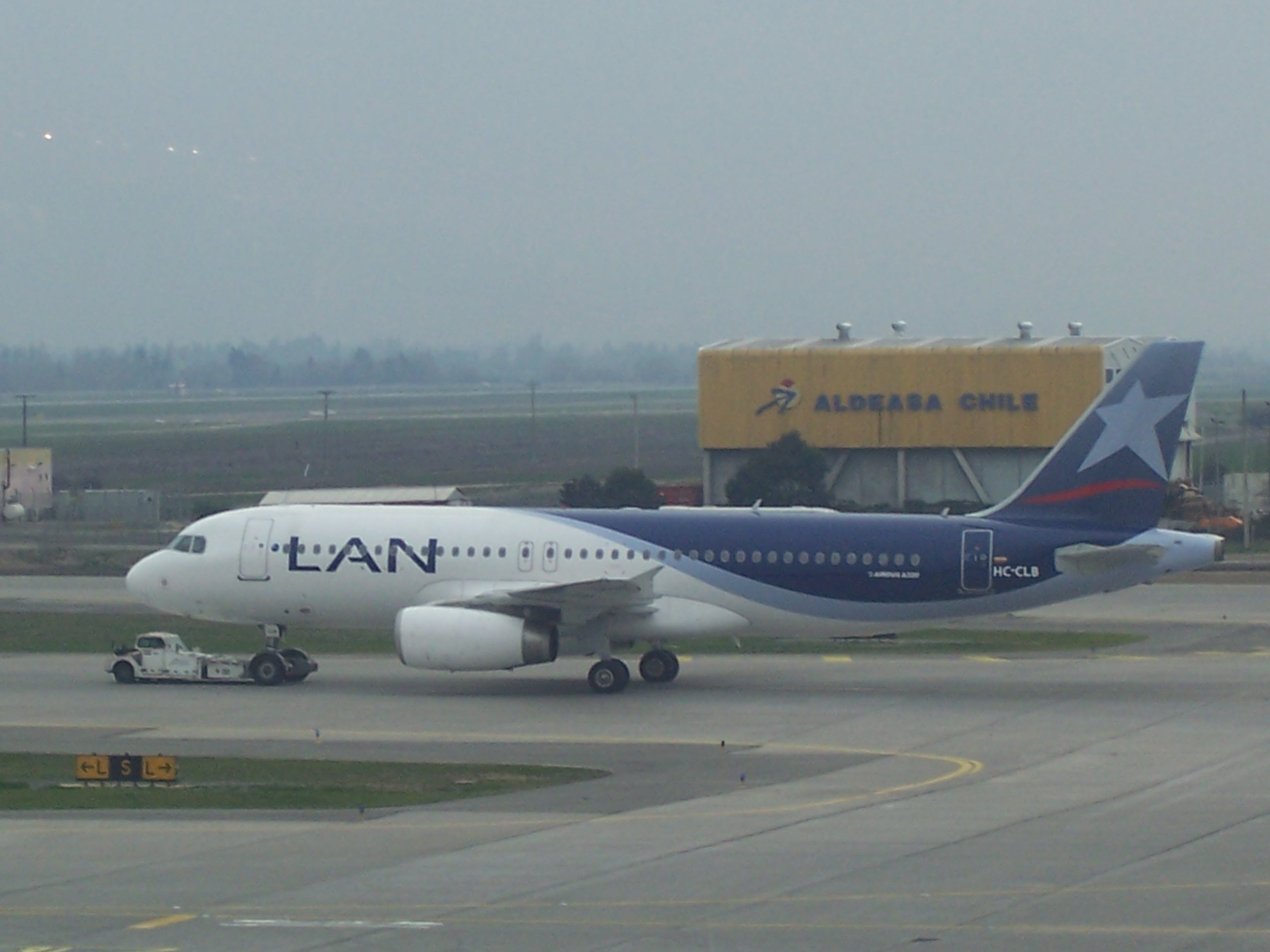
Airbus A320-200 de la entonces LAN Ecuador en el Aeropuerto Internacional Arturo Merino Benítez en Santiago de Chile (2011)

| Aeronaves        | Total | Introducido | Retirado | Matrículas                                                  |
| ---------------- | ----- | ----------- | -------- | ----------------------------------------------------------- |
| Airbus A318      | 3     | 2009        | 2011     | HC-CHM, HC-CHN y HC-CHO                                     |
| Airbus A320-200  | 6     | 2011        | 2014     | HC-CNY, HC-CLE, HC-CLD, HC-CLC, HC-CLB y HC-CLA             |
| Airbus A330-200  | 1     | 2018        | 2018     | EC-MNY (arrendado a Wamos Air entre marzo y agosto de 2018) |
| Boeing 767-300ER | 6     | 2008        | 2020     | HC-CHA, HC-CGZ, HC-CKY, HC-CJX, HC-CJA y HC-CIZ             |